# 阿尔滕施塔特 (黑森州)
阿尔滕施塔特（德語：Altenstadt）是德国黑森州的一个市镇。总面积30.09平方公里，总人口11889人，其中男性5900人，女性5989人（2011年12月31日），人口密度395人/平方公里。